# República de Reuss
A República de Reuss também conhecida como República Popular de Reuss (em alemão:  Volksstaat Reuß) foi um estado de curta duração no território que é hoje o land da Turíngia. A república foi constituída em 4 de abril de 1919, após os príncipes reinantes dos dois principados de Reuss abdicaram e promoverem eleições em ambos territórios. Fundiu-se com seis outros pequenos estados para formar a Turíngia, um estado-membro da República de Weimar, em 1 de maio de 1920.